# La Courneuve Flash
La Courneuve Flash – francuski klub futbolu amerykańskiego z La Courneuve. Założony w 1984 roku, gra w Ligue Élite de Football Américain.

## Historia
Flash 12 razy zdobywał mistrzostwo kraju, 3 razy drużyna dostała się do Eurobowl. Flash jest najbardziej utytułowanym klubem futbolu amerykańskiego we Francji.